# Ferla
Ferla est une commune italienne de la province de Syracuse dans la région Sicile en Italie.

## Administration
| Période                                  | Période  | Identité                  | Étiquette | Qualité |
| ---------------------------------------- | -------- | ------------------------- | --------- | ------- |
| 30 mai 2011                              | En cours | Michelangelo Giansiracuse |           |         |
| Les données manquantes sont à compléter. |          |                           |           |         |

### Communes limitrophes
Buccheri, Buscemi, Carlentini, Cassaro, Sortino